# Mhardeh
Mhardeh (en arabe : محردة / maḥarda [ˈmħarde]), également orthographié Muhradah ou Muharda, est une ville dans le nord de la Syrie, dépendant administrativement du gouvernorat de Hama, à environ 23 kilomètres au nord-ouest de Hama. Située le long de l'Oronte, près de la plaine du Ghab, cette ville est entourée des localités de Halfaya et Taybat al-Imam à l'est, Khitab vers le sud-est, Maarzaf vers le sud, Asilah et Jubb Ramlah au sud-ouest, Shaizar, Safsafiyah, Tremseh et Kafr Hud à l'ouest et la ville de Kafr Zita et al Lataminah vers le nord. 
Selon le Bureau Central des Statistiques de Syrie (CBS), Mhardeh avait une population de 17,578 habitants lors du recensement de 2004. C'est le centre du district de Mhardeh, un des cinq districts du Gouvernorat de Hama, et de la nahiya ("sous district") de Mhardeh, qui contenait 21 localités avec une population globale de 80 165 en 2004. Sa population a été estimée à  22 442 âmes en 2010. Les habitants sont majoritairement Chrétiens.
Les résidents de Mhardeh travaillent pour la plupart dans l'agriculture, l'industrie et le commerce. Le niveau d'éducation de la population est élevé. Le climat de la ville est doux en été et des chutes de neige occasionnelles peuvent se produire en hiver.
L'Oronte a récemment été endigué à 3 kilomètres au nord, et le barrage de Mhardeh sur la plaine du Ghab est utilisé pour produire de l'énergie hydroélectrique. Mhardeh remonte à l'époque Hellénistique dite période d'Apamée et les  vestiges archéologiques les plus notables de cette période est un ancien temple avec des portes en pierre et des colonnes avec des chapiteaux d'ordre Corinthien transformé plus tard en église.
Ghada Shouaa, née à Mhardeh, est la première athlète Syrienne de l'histoire à remporter une médaille d'or aux Jeux olympiques, en 1996 à Atlanta.
Le Patriarche Ignace IV d'Antioche (1920-2012) est lui aussi né à Mhardeh.
Mhardeh est la ville la plus proche de Tremseh où des meurtres ont eu lieu le 12 juillet 2012. Deux jours plus tard, un kamikaze a tué trois civils et un agent de sécurité dans Mhardeh le 14 juillet 2012.